# Денисс Петровс
Денисс Петровс, або Денис Петров (латис. Deniss Petrovs; нар. 31 серпня 1986, Даугавпілс) — латвійський волейболіст, пасувальник (розігруючий), гравець національної збірної та українського клубу «Барком-Кажани» (Львів), який виступає в польській Плюс Лізі. 

## Життєпис
Після закінчення школи став студентом Даугавпілського університету.
Грав у клубах «Даугавпілський університет/Езерземе» (2007—2008), ВК Ласе-Р (Рига, VK Lāse-R/Rīga, 2008—2009; до цього клубу його запросив Раймондс Вілде), «Селвер» (Таллінн, 2009—2011), «Будівельник» (Мінськ, 2011—2012, 2014—2015), «Шомон 52» (2012—2014), «Губернія» (Нижній Новгород), «Динамо ЛО», АСК (Нижній Новгород, 2019—2022, угоду розірвав 13 березня 2022), «Канни».

## Досягнення

### Зі збірною
- бронзовий призер Срібної євроліги 2018.

### Клубні
- чемпіон Латвії 2009,
- чемпіон Естонії 2010, 2011,
- призер різних змагань[2].

### Особисті
- кращий волейболіст Латвії,
- кращий подавальник Срібної євроліги 2018[3]